# Mimoblennius atrocinctus
Mimoblennius atrocinctus är en fiskart som först beskrevs av Regan, 1909.  Mimoblennius atrocinctus ingår i släktet Mimoblennius och familjen Blenniidae. Inga underarter finns listade i Catalogue of Life.